# Makonde (distrikt)

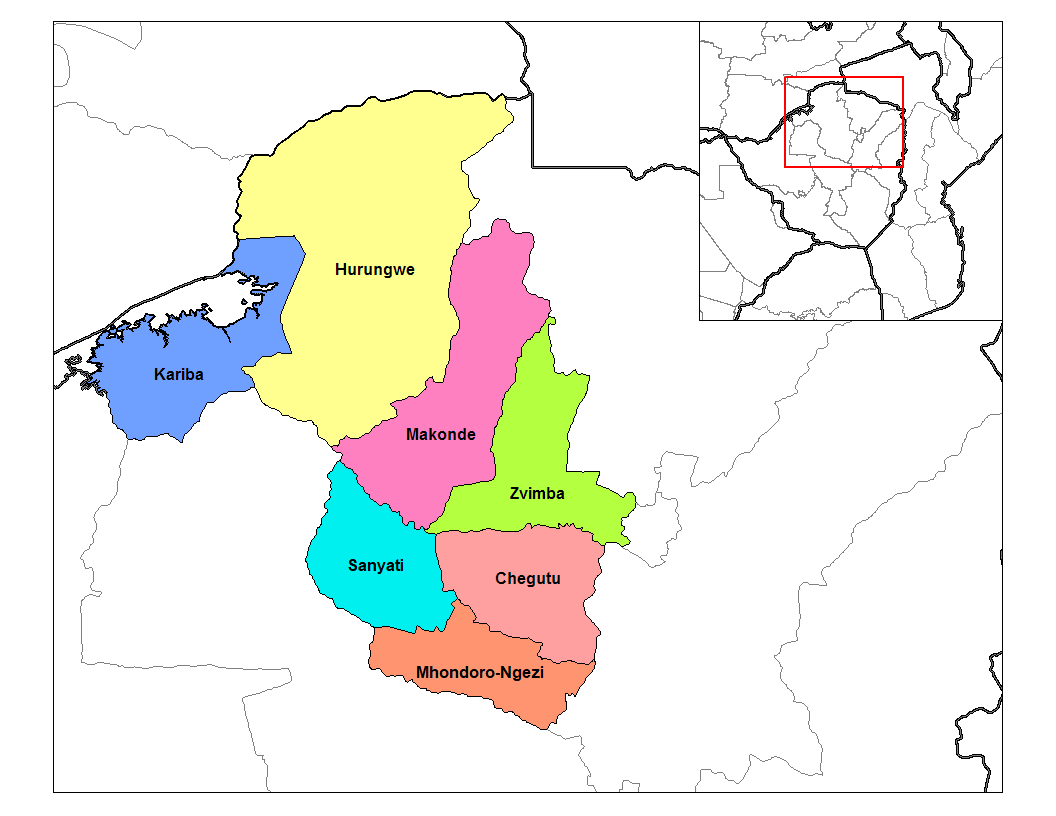
Karta över Mashonaland West, med distriktet Makonde i rosa.

Makonde är ett distrikt i provinsen Mashonaland West i Zimbabwe. Provinsens huvudstad Chinhoyi ligger i distriktet. Det finns två universitet i staden. Näringslivet är främst odling av bomull, majs och tobak samt boskapsuppfödning för köttproduktion och mjölk. Det finns också koppargruvor.